# Bolesław II van Teschen
Bolesław II van Teschen (circa 1425/1428 - 4 oktober 1452) was van 1431 tot 1442 hertog van Teschen, van 1442 tot 1452 hertog over de helft van het district Bielitz en gedurende enkele maanden in 1452 hertog over de helft van het district Bytom.

## Levensloop
Bolesław II was de vierde en jongste zoon van hertog Bolesław I van Teschen en diens tweede echtgenote Euphemia, dochter van hertog Ziemovit IV van Mazovië.
Na de dood van zijn vader in 1431 heersten Bolesław en zijn drie oudere broers gezamenlijk over het hertogdom Teschen, maar onder het regentschap van hun moeder. Nadat het hertogdom Teschen in november 1442 officieel onder de broers verdeeld werd, bleef hij de titel van hertog van Teschen behouden, maar bestuurde in feite maar 16 steden en dorpen in het hertogdom. De meest belangrijke stad die hij bestuurde was Freistadt, die hij in 1447 na de dood van zijn moeder ontving. Vrijwel onmiddellijk nadat hij over Freistadt regeerde, gaf hij de stad stadsrechten.
Net zoals zijn broers en zijn vader probeerde Bolesław een actieve rol te spelen in de internationale politiek. In tegenstelling tot zijn oudste broer Wenceslaus, die een bondgenoot van het koninkrijk Bohemen was, onderhield hij nauwe relaties met het koninkrijk Polen. In 1443 steunde hij in Polen in het conflict met Hongarije en in 1449 bemiddelde hij in het conflict tussen de Poolse koning Casimir IV Jagiello en de Boheemse adel. De goede relaties die Bolesław met Polen had konden echter niet voorkomen dat het hertogdom Siewierz aan de bisschop van Krakau verkocht werd. Deze verkoop veroorzaakte namelijk een oorlog in Opper-Silezië, die tot in februari 1447 bleef voortduren.
Bolesław II probeerde om onafhankelijke soevereiniteit te verkrijgen en slaagde daar effectief in toen hij in 1452 het district Bielitz met zijn broer Wenceslaus omruilde voor de helft van het district Bytom, waar Bolesław zich graag wilde vestigen. Zijn plotse dood enkele maanden later verhinderde echter deze plannen.

## Huwelijk en nakomelingen
Op 28 januari 1448 huwde Bolesław met Anna (overleden na 1490), dochter van vorst Ivan Vladimirovitsj van Bielsk. Ze kregen drie kinderen:
- Casimir II (1449-1528), hertog van Teschen
- Sophia (circa 1450/1452 - 1479), huwde in 1474 met Victor van Podiebrad, hertog van Münsterberg en Troppau
- Barbara (circa 1452/1453 - voor 1507), huwde in 1468 met hertog Balthasar I van Żagań en daarna in 1477 met hertog Jan V van Zator